# 自由意志黨國際聯盟
自由意志党国际联盟（International Alliance of Libertarian Parties）， 2015年3月6日成立，是全球自由意志主義政黨所成立的跨國性政黨聯盟。

## 成員党
- - 自由民主党 (澳大利亚)
- 比利时 - 自由意志黨 (比利時)
- 加拿大 - 加拿大自由意志黨
- 哥伦比亚 - 自由意志主義者 (哥倫比亞)
- 捷克 - 自由公民黨
- 法國 - 自由意志運動 (法國)
- 德国 - 理性黨
- 義大利 - 自由意志運動 (義大利)
- 爱尔兰 - 自由民主共和國
- 荷蘭 - 自由意志黨 (荷蘭)
- 挪威 - 資本主義黨
- 俄羅斯 - 俄羅斯自由意志黨
- 苏格兰 - 蘇格蘭自由意志主義者
- 南非 - 南非自由意志黨
- 西班牙 - 自由意志黨 (西班牙)
- 瑞士 - 自由意志黨 (瑞士)
- 瑞典 - 自由意志黨 (瑞典)
- 英国 - 自由意志黨 (英國)
- 美国 - 自由意志黨 (美國)